# Åke Dahlberg
Åke Dahlberg, född 12 september 1945 i Holmsund, är en svensk ämbetsman.
Han disputerade i nationalekonomi vid Umeå universitet 1974 och var verksam där som bland annat universitetslektor och studierektor samt medförfattare till två läroböcker i arbetsmarknads- och regionalekonomi.
Under åren 1976–1985 arbetade Dahlberg på AMS som bland annat utredningschef för att därefter övergå till att bli departementsråd på Arbetsmarknadsdepartementet 1985, där han byggde upp ett utvärderingssekretariat.
Dahlberg utnämndes 1990 till chef för Riksdagens Revisorers kansli och verkade där fram till 2003, när han avgick med pension. Under denna tid var han expert eller sakkunnig i de utredningar som föregick bildandet av Riksrevisionen 2003. Därefter har Dahlberg arbetat som konsult.
Åke Dahlberg har publicerat vetenskapliga artiklar inom arbetsmarknadsområdet, medverkat i flera fackböcker och skrivit ett stort antal debattartiklar.